# Jagera
Jagera (лат.) — род деревянистых растений семейства Сапиндовые (Sapindaceae), распространённый на Молуккских островах, в Новой Гвинее и на востоке Австралии.
Род назван в честь нидерландского востоковеда Герберта де Ягера.

## Ботаническое описание
Ложно многодомные, часто толстоствольные, деревья или кустарники. Листья парноперистые; листочки пильчатые; конечный листочек рудиментарный.
Соцветия — пазушные тирсы. Цветки актиноморфные, обоеполые или функционально однополые. Чашелистиков 5, слегка сросшиеся у основания, черепитчатые. Лепестков 5. Тычинок (7) 8 (10). Завязь трёгнёздная, из 3 плодолистиков, в каждом по одной семяпочке; столбик нитевидный с 3 рыльцевыми линиями. Плод — трёгнёздная, деревянистая, жёсткоопушённая, локулицидная коробочка. Семена с небольшой саркотестой вокруг рубчика.

## Виды
Род включает 3 вида:
- Jagera javanica (Blume) Blume ex Kalkman
- Jagera madida P.I.Forst.
- Jagera pseudorhus (A.Rich.) Radlk.